# Orsa (Gemeinde)
Koordinaten: 61° 7′ N, 14° 37′ O

Orsa ist eine Gemeinde (schwedisch kommun) in der schwedischen Provinz Dalarnas län und der historischen Provinz Dalarna. Der Hauptort der Gemeinde ist Orsa.

## Geographie
Die Gemeinde ist reich an naturbelassenen Wäldern, die gleich nördlich des Hauptortes beginnen. Prägend ist auch der 53 km² große See Orsasjön, der im Süden eine Verbindung zum See Siljan hat. Am Orsasjön gibt es einen Campingplatz mit kilometerlangem Sandstrand, der mehrfach für seine Qualität und seine Schönheit ausgezeichnet wurde. Deshalb erhielt die Gegend den Beinamen „Dalarnas Riviera“.

## Geschichte
Im 17. Jahrhundert kamen viele Einwanderer aus Finnland in die Gegend namens Orsa finnmark, die auch heute nur dünn besiedelt ist.

## Sehenswürdigkeiten

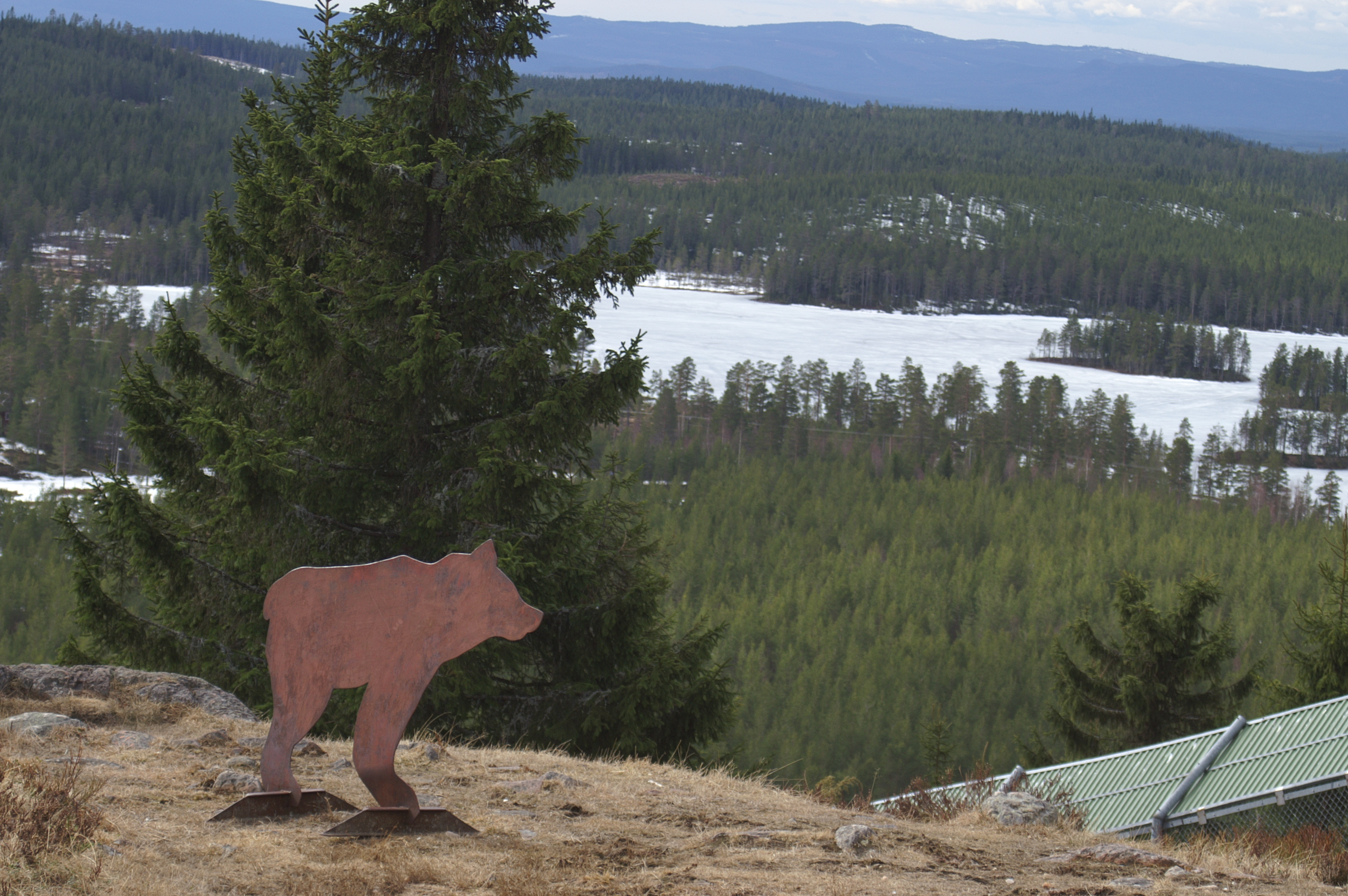
Aussicht vom Bärenpark Grönklitt

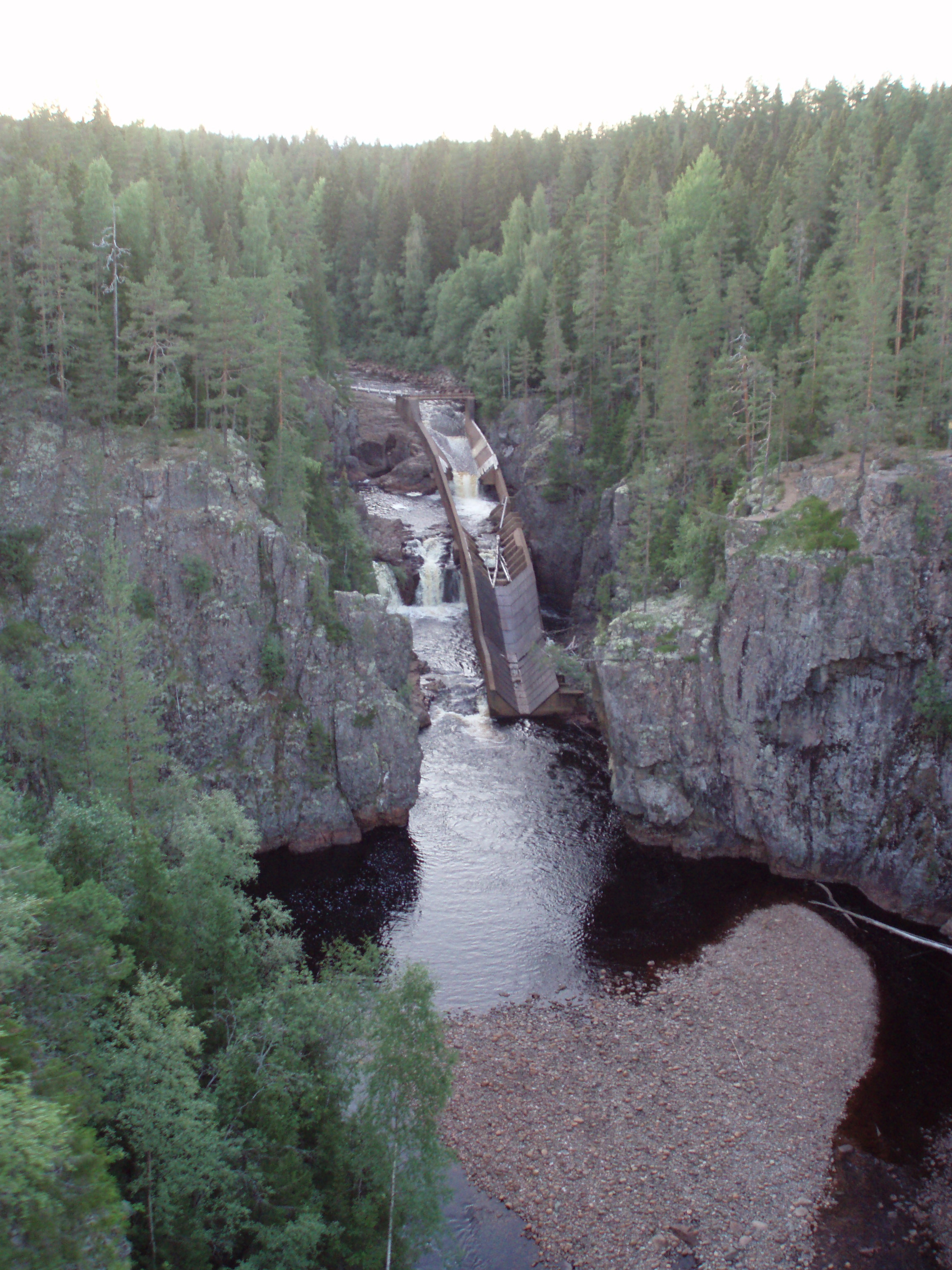
Storstupet

Das größte Touristenmagnet der Gemeinde ist der Ort und Berg Grönklitt mit einer Wintersportanlage mit zahlreichen Abfahrtshängen. Ein ehemaliges Aushängeschild der Region war der Bärenpark Orsa Rovdjurspark. Dieser wurde im November 2022 geschlossen. Der berühmteste Bewohner war Wilbär, das in der Stuttgarter Wilhelma geborene Eisbärmännchen, das am 15. Mai 2009 in die dortige Polar World umgesiedelt wurde.
Storstupet und Helvetesfallet (Höllenfall) sind zwei Wasserfälle im Verlauf des Ämån, etwa 20 Kilometer vom Hauptort Orsa entfernt. Beide wurden durch Sprengungen bzw. Baumaßnahmen für das Flößen angepasst. Der Storstupet ist bekannt wegen einer eindrucksvollen Brücke der Inlandsbahn über den Ämån.
Das Schleifsteinmuseum (Slipstenmuseet) liegt am Eingang zum ehemaligen Grubengebiet bei Kallmora. Der Abbau von Sandstein zur Verwendung als Schleifstein war über viele Jahrhunderte eine wichtige ökonomische Basis für die Bauern der Region. Ein kleiner Wanderweg, das Museum und eine Fotoausstellung an einem restaurierten Steinbruch (Lindågruvan) geben einen Eindruck von der früheren Arbeit.
Das Heimatmuseum (Hembygdsgård) ist ein Freilichtmuseum, in dem verschiedene historische Gebäude aus dem Gebiet der Gemeinde Orsa wiedererrichtet wurden. Das Gelände ist jederzeit zugänglich. An verschiedenen Tagen im Jahr werden die historischen Werkstätten (Färberei, Schmiede, Weberei) geöffnet und genutzt. Eine der größten Mitsommerfeiern der Region findet hier alljährlich statt.

## Partnerstädte
- Braham, USA
- Liperi, Finnland
- Rendalen, Norwegen
- Sejlflod, Dänemark
- Võhma, Estland